# クションシュ城

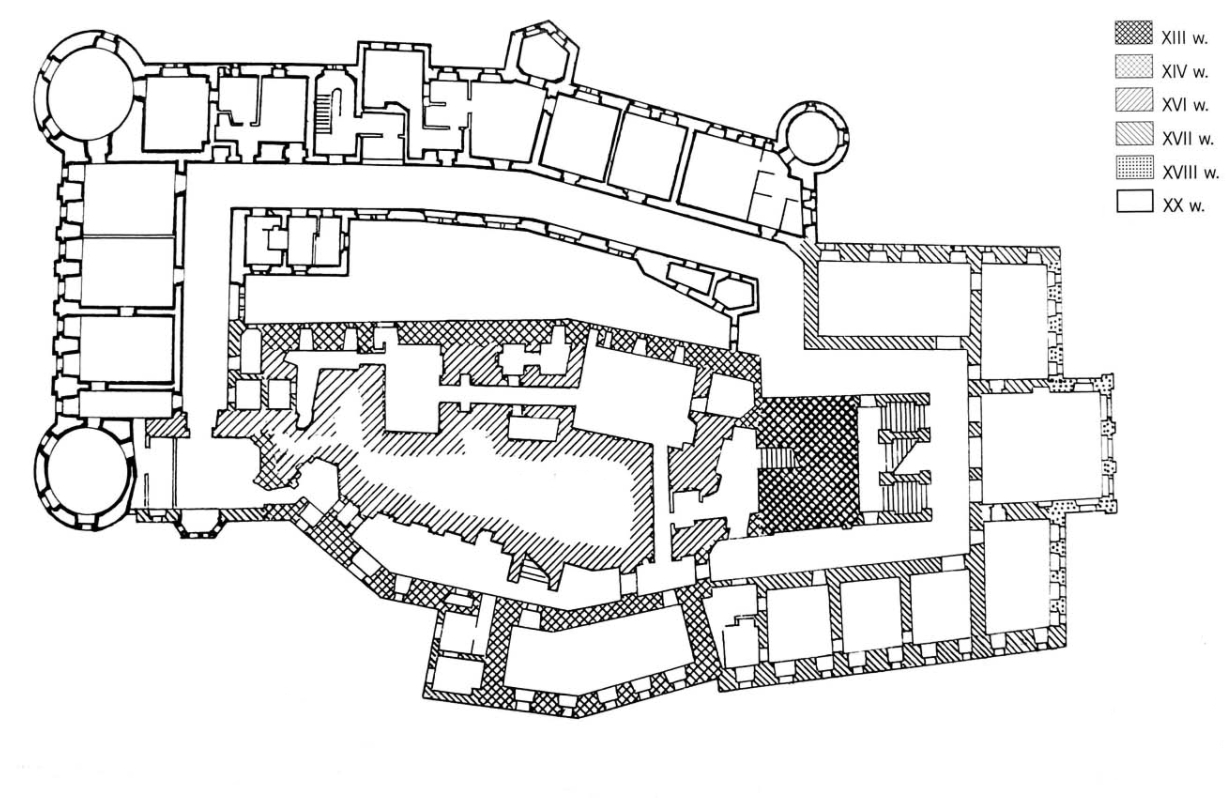
間取り

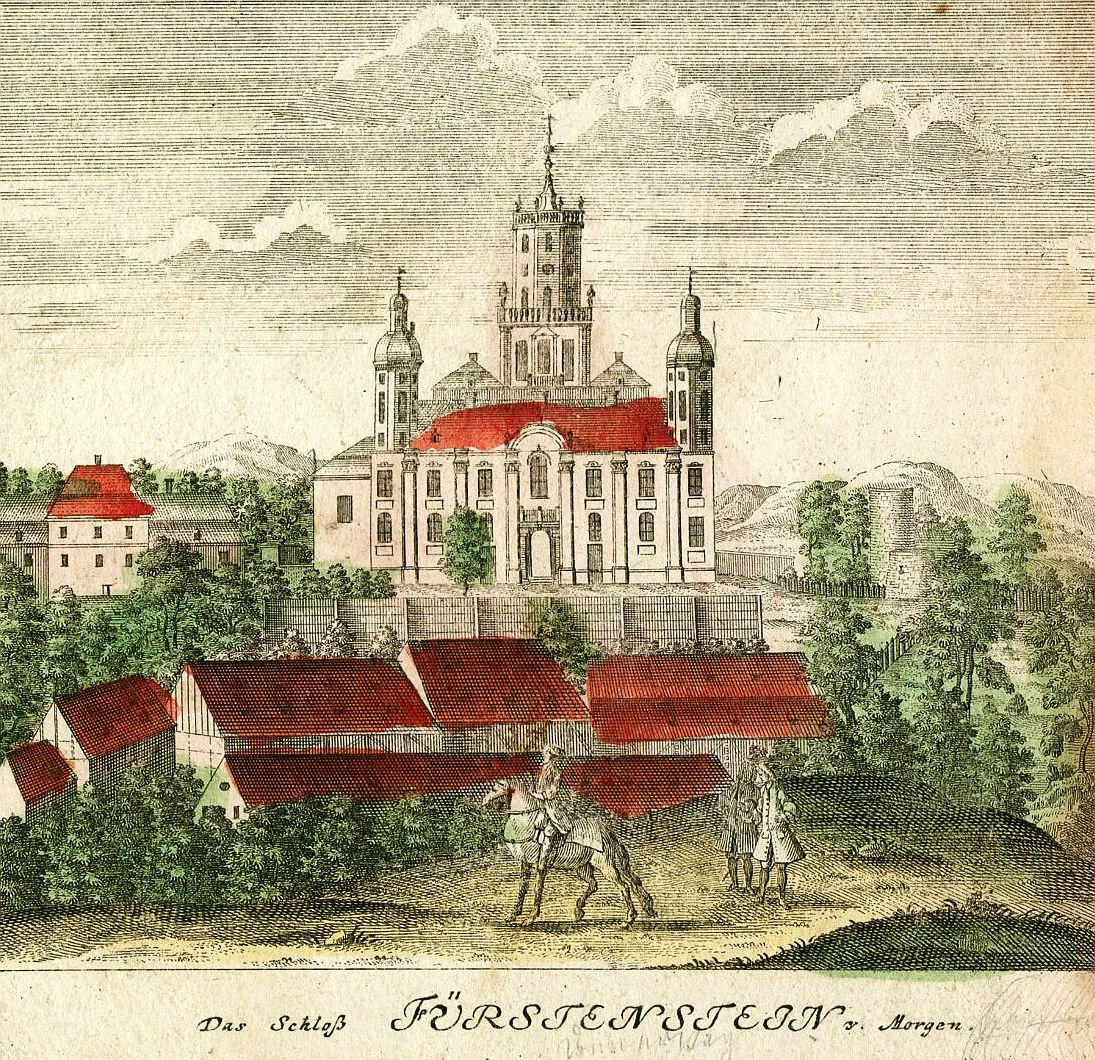
1738年の城

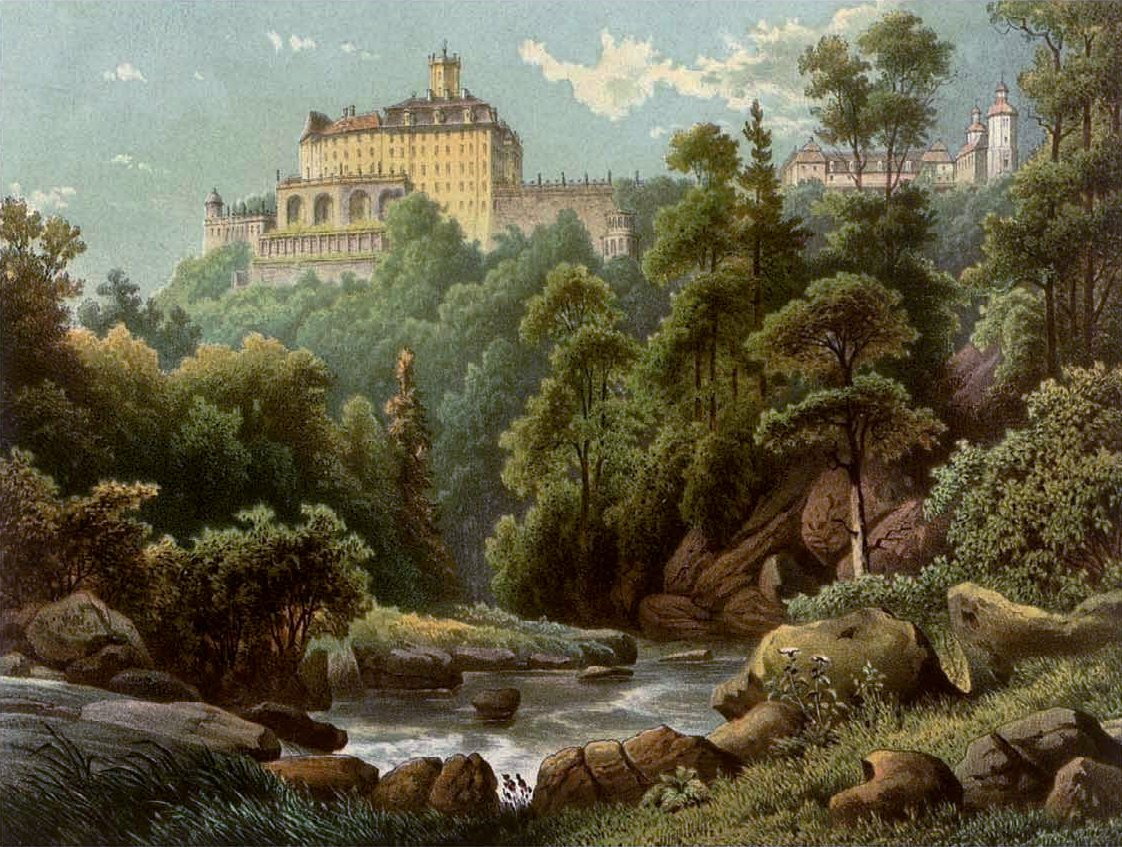
19世紀後期の城

クションシュ城（発音：[ˈkɕɔ̃ʂ]、ポーランド語: Zamek Książ）とは、ポーランド南西のドルヌィ・シロンスク県ヴァウブジフ市の北側、保護区クションシュ・ランドスケープ公園内にある城である。ドイツ語での名称フュルステンシュタイン城(ドイツ語: Fürstenstein)
400室以上の部屋（周囲の12棟の建物は約600室）を持ち、1階から4階までの面積は10,062平方メートル、5階は894平方メートル、合計で約11,000平方メートル、地下にも空間を持つ。歴史的に石炭などの地下資源や食料が豊富で交易の要衝であったシレジア地方において最大の城で、ポーランド内では3番目に大きい城である。Pełcznica (river)の峡谷を見下ろす位置に経っている。
シレジアという魅力的な地を治める城であったことから波乱万丈の歴史を辿っており、幾度も戦火で破壊され、様々な国の管理下に置かれ、様々な建築様式の手が加えられている。

## 歴史
初期の伝説
10世紀半ばに Funkenstein という騎士によって石炭産業などを管理するための防衛施設が建設されたとされる。
建設の歴史
この地にはもともと木造の防衛拠点があったが、ボヘミア王オタカル2世によって破壊された。そのため、1288年から1292年にかけてシレジア公でもあったボルコ1世スロヴィによって、戦争で優位な位置にゴシック様式の新しい城 Książęcą Górą が建設された。この城は4本の塔、住宅、門、カーテンウォールで構成される城と外郭で形成されるモット・アンド・ベーリーで、国境の監視塔であると同時に、プラハから公爵の権力基盤でもあるシレジアに至る交易路を守る役割も担った。1368年に城を拡張していたボルコ2世マウィが継承者無く亡くなったため、ボルコ2世の姪アンナが政略結婚で嫁いだ神聖ローマ皇帝カール4世のルクセンブルク家に領地は移譲された。カール4世とアンナの子、ローマ王ヴェンツェルによって、領地はボヘミア王国に併合した。城はボルコ2世の未亡人ハプスブルク家のアグネスの死亡後、王の部下である騎士をグラーフ（城守）として守らせた。
15世紀-19世紀まで
フス戦争では宗教改革派のフス派によって、部分的に破壊され1428年から1429年まで占領された。1463年にボヘミア王イジーが城の所有権を獲得し、信頼のおける城守の管理下となった。城は1475年と1477年に中世ハンガリーを最盛期に導いたハンガリー王マーチャーシュ1世率いるハンガリー軍からの攻撃を退けるものの、3度目となる1482年に陥落した。マーチャーシュ1世はスタロスタ（領主）のGeorg von Steinを城守に据えた。Georg は、この城を防衛拠点から居所へと改装し、南側に王への敬意を示して命名したマーチャーシュ棟を建設した。
ハンガリー王・ボヘミア王のウラースロー2世は、周囲の城と村の所有権を賃貸や販売した。短期間、Haugwitz家が購入したが、1509年にHohberg家が購入した。以後、1941年にナチスによって没収されるまで所有権は変わらず、城はHohberg家（1714年にHochbergに改名）の手で改装されていく。1548-1555年にかけてルネサンス様式に改装された。
1618年から1648年の三十年戦争中に傭兵隊長アルブレヒト・フォン・ヴァレンシュタインが駐屯し防衛が行われ、新教徒勢力によってキープや農場や庭などが破壊され、略奪も受けた。破壊された庭は、1648年にフランス式庭園として再建され、1688年に北棟が再建された。
1694年の火事で多くが燃えた後、1705年から1732年にかけて、古い要塞部分が撤去されバロック建築での再編が行われた。バロック棟、図書館や美術品保管所なども新しく建設された。19世紀後半にHochberg家の霊廟（ pl）となる夏用の離れ家も建てられた。敷地内には旧クションシュ城という廃墟を活用した展示スペースも作られた。
1908年から1923年にかけて、ネオルネッサンス建築の棟が作られたり、さまざまな変更と拡張が行われた。
20世紀以降、ナチスによる没収から観光地へ
1939年のポーランド侵攻によって、城もドイツの手に渡った。この城に最後まで住んでいたHochberg家の人間はイギリス出身のデイジー・フォン・プレスであり、敵国人の財産であることから没収された。1941年から、ナチスドイツの建築を行うトート機関の手によって、リーザ計画という重要施設を地下鉄トンネルで結ぶ巨大プロジェクトが遂行された。人手を確保するためのグロース・ローゼン強制収容所が建設され、軍の施設として城内の歴史的な部分も破壊され、地下にトンネルとシェルターが建設された（2016年4月1日から観光客向けに開放された）。この施設と目的の全容については、様々な議論と謎があり、埋蔵金が埋まっているという噂も流れている。
1945年から1946年にかけて、ソビエト軍が城に駐屯し、この時にも城は破壊された。城内の蔵書なども持ち去られた。1946年から1948年まで石炭産業局の事務所として使われた。1956年から1962年にかけて、自治体が保護活動に努め、再建と防犯が行われた。1971年以降、ポーランド科学アカデミーの地球物理学研究所の施設やスポーツ・観光・レクリエーション地区センターの事務所などが置かれた。1990年6月1日からヴァウブジフ市の所有物となり、行政の管理のもと観光地として一部開放された。